# Andhausen
Andhausen ist eine ehemalige Ortsgemeinde und eine Ortschaft der Gemeinde Berg im Bezirk Weinfelden des Kantons Thurgau in der Schweiz.
Die Ortsgemeinde Andhausen gehörte zur ehemaligen Munizipalgemeinde Berg. Sie vereinigte sich am 1. Januar 1993 mit der Ortsgemeinde Berg, die ihrerseits im Rahmen der Thurgauer Gemeindereform 1995 mit Graltshausen, Mauren und Guntershausen bei Birwinken zur politischen Gemeinde Berg TG fusionierte.

## Geschichte

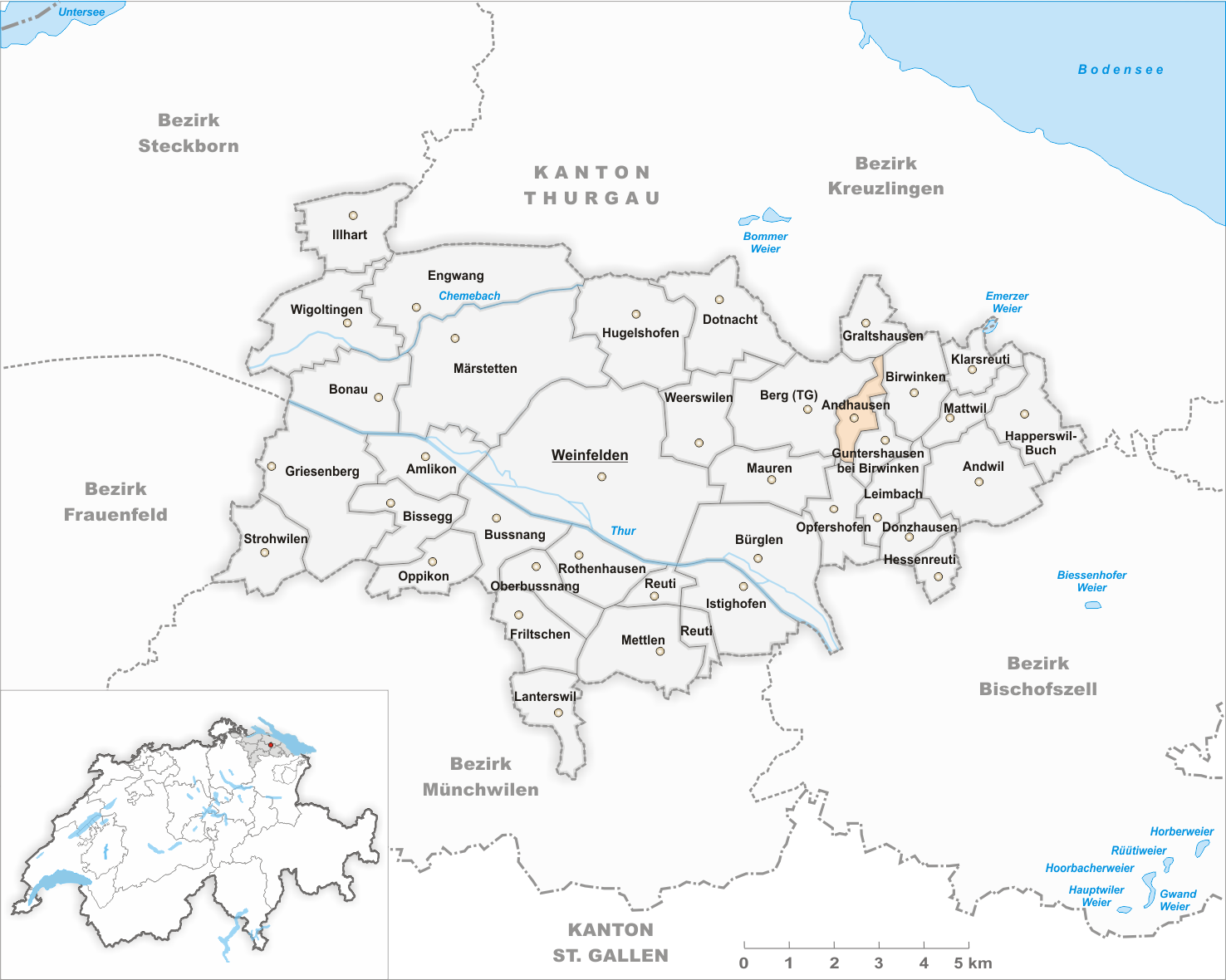
Gemeindestand vor der Fusion im Jahr 1993

Die urkundliche Erwähnung aus dem Jahr 1159 als Anninhusin und frühmittelalterliche Gräberfunde bestätigen die erste Besiedlung. Das Haufendorf teilte vom Spätmittelalter an das Schicksal der einen Kilometer westlich liegenden Ortschaft Berg, zu deren Gerichtsherrschaft und Pfarrei es gehörte.
Acker- und Obstbau sowie eine von 1873 bis ca. 1980 betriebene Gerberei prägten das Erscheinungsbild bis in die 1970er-Jahre. Seit 1980 besteht ein Unternehmen der Halbleiterindustrie. Zwischen dem ehemaligen Dorfkern und Berg ist in jüngerer Zeit eine ausgedehnte Einfamilienhauszone entstanden.

## Bevölkerung
| Bevölkerungsentwicklung von Andhausen | Bevölkerungsentwicklung von Andhausen | Bevölkerungsentwicklung von Andhausen | Bevölkerungsentwicklung von Andhausen | Bevölkerungsentwicklung von Andhausen | Bevölkerungsentwicklung von Andhausen | Bevölkerungsentwicklung von Andhausen | Bevölkerungsentwicklung von Andhausen | Bevölkerungsentwicklung von Andhausen |
| Jahr                                  | 1850                                  | 1910                                  | 1920                                  | 1960                                  | 1992                                  | 2010                                  | 2018                                  | 2023                                  |
| ------------------------------------- | ------------------------------------- | ------------------------------------- | ------------------------------------- | ------------------------------------- | ------------------------------------- | ------------------------------------- | ------------------------------------- | ------------------------------------- |
| Ortsgemeinde                          | 80                                    | 111                                   | 78                                    | 66                                    | 152                                   |                                       |                                       |                                       |
| Ortschaft                             |                                       |                                       |                                       |                                       |                                       | 167                                   | 204                                   | 204                                   |
| Quelle                                |                                       |                                       |                                       |                                       |                                       | [ 4 ]                                 | [ 2 ]                                 | [ 5 ]                                 |

Von den insgesamt 204 Einwohnern der Ortschaft Andhausen am 31. Dezember 2023 waren 23 bzw. 11,3 % ausländische Staatsbürger. 102 (50,0 %) waren evangelisch-reformiert und 42 (20,6 %) römisch-katholisch.

## Sehenswürdigkeiten

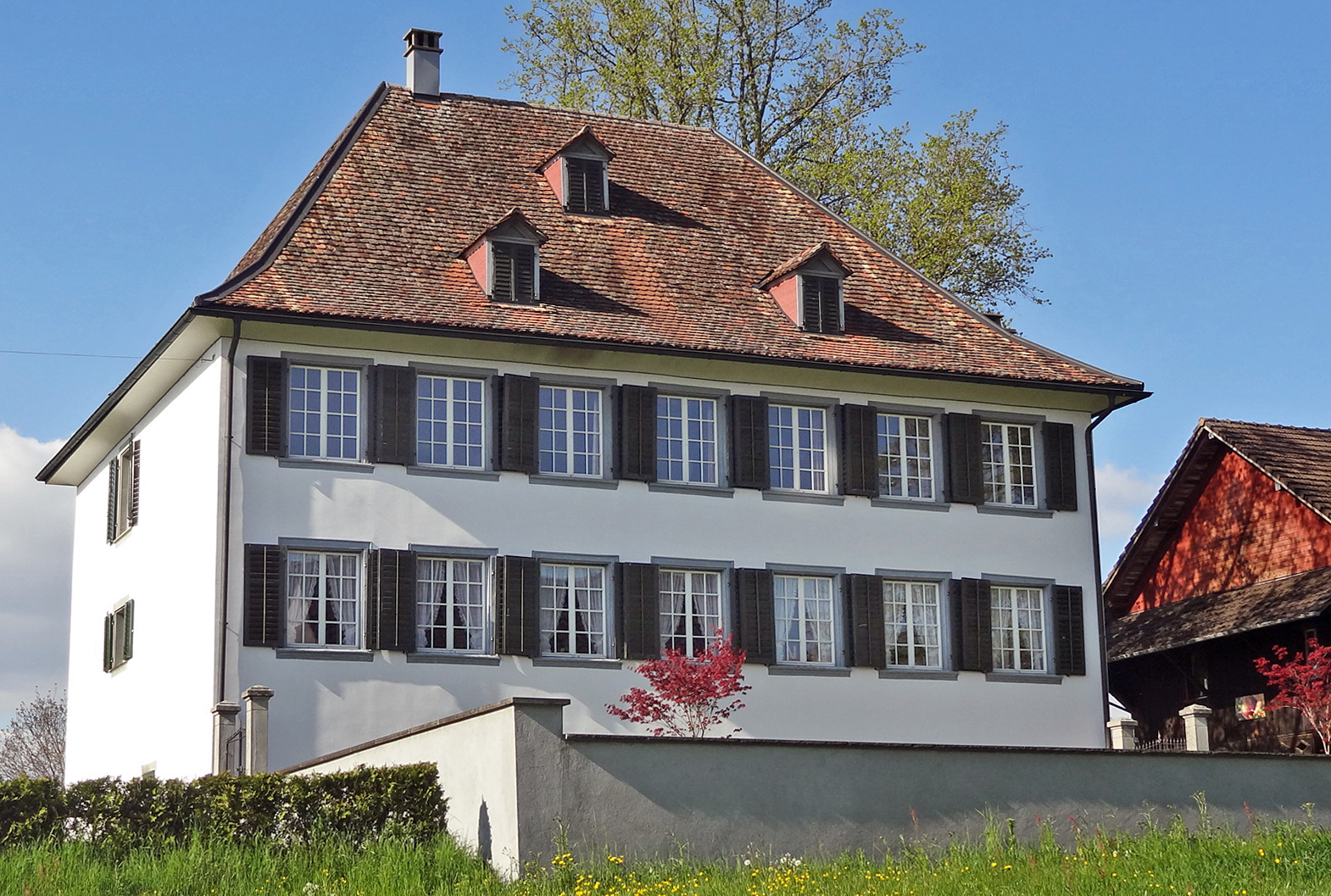
Landsitz Andhausen

Der Landsitz Andhausen ist in der Liste der Kulturgüter in Berg TG aufgeführt.